# Алашеев, Николай Валерианович
Николай Валерианович Алашеев (1869 — 1918) — депутат второй Государственной думы от Вятской губернии, член Народно-социалистической фракции.

## Биография
Родился в дворянской семье. Получил университетское образование. До 1906 года состоял на земской службе. Являлся гласным Вятского губернского земского собрания и председателем Елабужской уездной земской управы. После оставления земской службы выехал за рубеж. Имел земельное владение (село Токмашка Елабужского уезда Вятской губернии). Член Народно-социалистической партии.
14 февраля 1907 г. был избран во вторую Государственную думу от общего состава Вятского губернского избирательного собрания. Будучи депутатом, входил в Народно-социалистическую фракцию. Был членом комиссий по запросам и о неприкосновенности личности. Неоднократно выступал в думских прениях.
Был убит членами комитета крестьянской бедноты деревни Красный Ключ в 1918 году.